# Idioma kazajo
El idioma kazajo o kazako (cirílico: қазақ тілі, Қазақша; latino: qazaq tili, qazaqşa; árabe:قازاق ءتىلى, (cfr. su interwiki) ) es una lengua de la familia de lenguas túrquicas, de la rama noroccidental (kipchak). Se escribe en escritura cirílica mayoritariamente, aunque también se usa el árabe en China, Irán, Afganistán o Pakistán. Durante los años 1930 se experimentó con la latina en la URSS. 
Al igual que otras lenguas túrquicas, el kazajo es una lengua aglutinante y emplea la armonía vocálica. Ethnologue reconoce tres grupos dialectales mutuamente inteligibles, el kazajo nororiental, la variedad más hablada y que también sirve de base para la lengua estándar, el kazajo meridional y el kazajo occidental. La lengua comparte cierto grado de inteligibilidad mutua con el karakalpak, estrechamente relacionado, mientras que sus dialectos occidentales mantienen una inteligibilidad mutua limitada con las lenguas altai.
El kazajo es idioma oficial junto con el idioma ruso de Kazajistán; se habla en los territorios de lo que fue el amplio Imperio mongol: la provincia china de Sinkiang, Mongolia, Kirguistán, Uzbekistán, Turkmenistán, Ucrania y Rusia. 
En octubre de 2017, el presidente kazajo Nursultan Nazarbayev decretó que el sistema de escritura pasaría de utilizar la escritura cirílica a la escritura latina para 2025. El alfabeto latino propuesto se ha revisado varias veces y en enero de 2021 se aproxima al inventario del alfabeto turco, aunque carece de las letras C y Ç y tiene cuatro letras adicionales: Ä, Ñ, Q y Ū (aunque otras letras como la Y tienen valores diferentes en las dos lenguas). Su introducción está prevista entre 2023 y 2031, sobre todo debido a los altos costes que supondría la transcripción de la emergente y amplia literatura kazaja contemporánea.

## Historia
Los primeros pueblos que habitaron el territorio del actual Kazajistán fueron los escitas, de ascendencia iraní. Los Köktürk emigraron a la zona en el siglo VI d. C. y conquistaron gran parte del territorio escita, lo que condujo a la turquificación de la región. En el siglo XII d. C., los kimeks sucedieron a los köktürks y también introdujeron una nueva lengua turca en la estepa kazaja.
La rama kipchak (Lenguas túrquicas noroccidentales) de las lenguas túrquicas, de la que nace el kazajo, se consolidó principalmente durante el reinado de la Horda de Oro, cuyos habitantes difundieron plenamente el Islam y el antecedente más cercano de la lengua kazaja a la estepa kazaja. Se dice que la lengua kazaja moderna se originó aproximadamente en 1465 d. C., durante la formación del Kanato Kazajo musulmán suní. Es probable que el kazajo moderno descienda del turco chagatay, hablado por los timúridas, y del turco kipchak, hablado en la Horda de Oro.
Como lengua asociada a una cultura predominantemente musulmana, el kazajo utiliza un gran número de préstamos del persa y del árabe debido a las frecuentes interacciones históricas entre los kazajos y los grupos étnicos iraníes del sur. Además, el persa era una lengua franca en el Kanato Kazajo, lo que permitía a los kazajos mezclar palabras persas en su propia lengua vernácula hablada y escrita. Mientras tanto, el árabe era utilizado por los kazajos en las mezquitas y mausoleos, y servía como lengua exclusiva para contextos religiosos.
Los kazajos utilizaron el alfabeto árabe para escribir su lengua hasta aproximadamente 1929. A principios de la década de 1900, el activista kazajo Ajmet Baitursynov reformó el alfabeto kazajo-árabe, pero su trabajo quedó en gran medida eclipsado por la presencia soviética en Asia Central. En ese momento, el nuevo régimen soviético obligó a los kazajos a utilizar un alfabeto latino, y luego un alfabeto cirílico en la década de 1940 en un esfuerzo por rusificarlos completamente. En la actualidad, los kazajos utilizan las escrituras árabe, latina y cirílica para escribir su lengua.

## Clasificación
El kazajo pertenece a la subfamilia de lenguas kazajo-nogaya, parte de la rama noroccidental de la familia de lenguas túrquicas. Los idiomas más cercanos al kazajo son el kirguís, el karakalpako y el nogayo.

## Gramática
El kazajo utiliza generalmente una estructura en la que el verbo va al final, aunque se pueden utilizar también varias permutaciones en SOV (sujeto-objeto-verbo) en el orden de las palabras, por ejemplo, debido a la topicalización. Existe una morfología inflexional y derivacional tanto verbal como nominal en kazajo casi exclusivamente en forma de sufijos aglutinantes. El kazajo es una lengua nominativo-acusativo, cabeza-final, ramificación izquierda, dependiente-marcador.

### Sustantivos
Al igual que otras lenguas túrquicas, el kazajo es una lengua aglutinante que usa sufijos mayormente y posee el orden oracional sujeto-objeto-verbo (SOV). Los sustantivos tienen declinación en 7 casos gramaticales: nominativo, acusativo, genitivo, dativo, locativo e instrumental, y se le agregan sufijos que varían según la armonía vocálica.
El kazajo no posee un sistema de clases de sustantivos o género. Los sustantivos son declinados por número (singular o plural). El sufijo del caso es colocado antes del sufijo de número.
|              | morfema | formas posibles                    |            | Ejemplos        | Ejemplos          | Ejemplos     | Ejemplos  | Ejemplos | Ejemplos |
| keme (oveja) | morfema | formas posibles                    | aýa (aire) | shelek (cubeta) | sábiz (zanahoria) | bas (cabeza) | tuz (sal) |          |          |
| ------------ | ------- | ---------------------------------- | ---------- | --------------- | ----------------- | ------------ | --------- | -------- | -------- |
| nominativo   | —       | —                                  | keme       | aýa             | shelek            | sábiz        | bas       | tuz      |          |
| acusativo    | -ny     | -ni, -ny, -di, -dy, -ti, -ty       | kemeni     | aýany           | shelekti          | sábizdi      | basty     | tuzdy    |          |
| genitivo     | -nyń    | -niń, -nyń, -diń, -dyń, -tiń, -tyń | kemeniń    | aýanyń          | shelektiń         | sábizdiń     | bastyń    | tuzdyń   |          |
| dativo       | -ga     | -ge, -ǵa, -ke, -qa, -ne, -na       | kemege     | aýaǵa           | shelekke          | sábizge      | basqa     | tuzǵa    |          |
| locativo     | -da     | -de, -da, -te, -ta                 | kemede     | aýada           | shelekte          | sábizde      | basta     | tuzda    |          |
| ablativo     | -dan    | -den, -dan, -ten, -tan, -nen, -nan | kemeden    | aýadan          | shelekten         | sábizden     | bastan    | tuzdan   |          |
| instrumental | -men    | -men(en), -ben(en), -pen(en)       | kememen    | aýamen          | shelekpen         | sábizben     | baspen    | tuzben   |          |

|          | Morfema | Formas posibles               | bala "niño" | kirpi "erizo" | qazaq "Kazajo" | mektep "escuela" | adam "persona" | gül "flor" | söz "palabra" |
| -------- | ------- | ----------------------------- | ----------- | ------------- | -------------- | ---------------- | -------------- | ---------- | ------------- |
| singular | –       | –                             | bala        | kirpi         | qazaq          | mektep           | adam           | gül        | söz           |
| plural   | -lar    | -lar,-ler,-ter,-tar,-der,-dar | balalar     | kirpiler      | qazaqtar       | mektepter        | adamdar        | gülder     | sözder        |

### Pronombres
El kazajo posee ocho pronombres personales:
|             |             | Singular | Plural |
| ----------- | ----------- | -------- | ------ |
| 1ra persona | 1ra persona | men      | bız    |
| 2da persona | informal    | sen      | sender |
| 2da persona | formal      | sız      | sızder |
| 3ra persona | 3ra persona | ol       | olar   |

La declinación de los pronombres se muestra en la siguiente tabla. Los pronombres en singular poseen irregularidades, mientras que los pronombres plurales son regulares. Las formas irregulares se muestran resaltadas en mayúscula.
| Número       | Singular | Singular | Singular | Singular | Plural | Plural    | Plural    | Plural  |
| Persona      | 1ra      | 2da      | 2da      | 3ra      | 1ra    | 2da       | 2da       | 3ra     |
| Persona      | 1ra      | Familiar | Cortés   | 3ra      | 1ra    | Familiar  | Cortés    | 3ra     |
| ------------ | -------- | -------- | -------- | -------- | ------ | --------- | --------- | ------- |
| Nominativo   | men      | sen      | sız      | ol       | bız    | sender    | sızder    | olar    |
| Genitivo     | menıñ    | senıñ    | sızdıñ   | onyñ     | bızdıñ | senderdıñ | sızderdıñ | olardyñ |
| Dativo       | mağan    | sağan    | sızge    | oğan     | bızge  | senderge  | sızderge  | olarğa  |
| Acusativo    | menı     | senı     | sızdı    | ony      | bızdı  | senderdı  | sızderdı  | olardy  |
| Locativo     | mende    | sende    | sızde    | onda     | bızde  | senderde  | sızderde  | olarda  |
| Ablativo     | menen    | senen    | sızden   | odan     | bızden | senderden | sızderden | olardan |
| Instrumental | menımen  | senımen  | sızben   | onymen   | bızben | sendermen | sızdermen | olarmen |

Además de los pronombres, existen varios conjuntos adicionales de morfemas relacionados con las personas.
|                 | Pronombres | Cópulas         | Finales posesivos | Pasado/Condicional    |
| --------------- | ---------- | --------------- | ----------------- | --------------------- |
| 1ra sing        | men        | -mın/-myn       | -(ı)m/-(y)m       | -(ı)m/-(y)m           |
| 2da sing        | sen        | -sıñ/-syñ       | -(ı)ñ/-(y)ñ       | -(ı)ñ                 |
| 2da sing formal | sız        | -sız/-syz       | -(ı)ñız/-(y)ñyz   | -(ı)ñız/-(y)ñyz       |
| 3ra sing        | ol         | -               | -(s)ı/-(s)y       | —                     |
| 1ra pl          | bız        | -mız/-myz       | -(ı)mız/-(y)myz   | -(ı)k/-(y)q           |
| 2da pl          | sender     | -sıñder/-syñdar | -laryñ/-lerıñ     | -(ı)ñder/-(y)ñdar     |
| 2da pl formal   | sızder     | -sızder/-syzdar | -(ı)ñız/-(y)ñyz   | -(ı)ñızder/-(y)ñyzdar |
| 3ra pl          | olar       | -               | -lary/-lerı       | —                     |

### Adjetivos
Los adjetivos en kazajo no se declinan en ninguna categoría gramatical del sustantivo modificado. Al ser lengua es de núcleo final, los adjetivos siempre se colocan antes del sustantivo al que modifican. El kazajo tiene dos variedades de adjetivos:
- Cualitativo: se utiliza para describir propiedades del sustantivo, como el color.
- Relacional: adjetivos formados a partir de palabras de otras partes del discurso[5]

#### Forma comparativa
La forma comparativa se puede crear añadiendo el sufijo -(y)raq/-(ı)rek o -tau/-teu/-dau/-dau a un adjetivo.

#### Forma superlativa
La forma superlativa se puede crear colocando el morfema eñ antes del adjetivo.

### Verbos
El idioma kazajo puede expresar diferentes combinaciones de tiempo, aspecto y modo mediante el uso de diversas morfologías verbales o mediante un sistema de verbos auxiliares, muchos de los cuales podrían considerarse mejor verbos ligeros. El tiempo presente es un excelente ejemplo de esto; El tiempo progresivo en kazajo se forma con uno de los cuatro posibles auxiliares. Estos auxiliares otyr 'sentarse', tūr 'estar de pie', jür 'ir' y jat 'mentir', codifican varios matices de significado de cómo se lleva a cabo la acción y también interactúan con la semántica léxica de la raíz del verbo: télico y no- acciones télicas, autoactivas, durativas y no durativas, puntuales, etc. Existen restricciones de selección para los auxiliares: los verbos de movimiento, como бару 'ir' y келу 'venir' no pueden combinarse con otyr. Cualquier verbo, sin embargo, puede combinarse con jat 'mentir' para obtener un significado de tiempo progresivo.

## Alfabeto
El alfabeto cirílico kazajo está basado en el alfabeto cirílico arcaico al que se le han añadido nueve letras: Ә ә, Ғ ғ, Қ қ, Ң ң, Ө ө, Ұ ұ, Ү ү, Һ h, I i.
Las letras В в, Ё ë, Ф ф, Щ щ, Ц ц, Э э, se usan solo en las palabras de otros idiomas como el ruso.
| Cirílico | Latino | Arábico | AFI                   |
| -------- | ------ | ------- | --------------------- |
| А а      | A a    | ا       | /ɑ/                   |
| Ә ә      | Á á    | ٵ       | /æ/                   |
| Б б      | B b    | ب       | /b/                   |
| В в      | V v    | ۆ       | /v/                   |
| Г г      | G g    | گ       | /ɡ/                   |
| Ғ ғ      | Ǵ ǵ    | ع       | /ʁ/, /ɣ/              |
| Д д      | D d    | د       | /d/                   |
| Е е      | E e    | ه       | /je/, /e/             |
| Ё ё      | Io ıo  | يو      | /jɔ/                  |
| Ж ж      | J j    | ج       | /ʒ/, /ʑ/              |
| З з      | Z z    | ز       | /z/                   |
| И и      | I ı    | ٸ       | /ɘj/, /ɪj/, /i/       |
| Й й      | I ı    | ي       | /j/                   |
| К к      | K k    | ك       | /k/                   |
| Қ қ      | Q q    | ق       | /q/                   |
| Л л      | L l    | ل       | /l/, /ʟ/              |
| М м      | M m    | م       | /m/                   |
| Н н      | N n    | ن       | /n/                   |
| Ң ң      | Ń ń    | ڭ       | /ŋ/                   |
| О о      | O o    | و       | /ɔ/                   |
| Ө ө      | Ó ó    | ٶ       | /œ/, /ø/, /ʷœ/ , /ʷø/ |
| П п      | P p    | پ       | /p/                   |
| Р р      | R r    | ر       | /r/, /ɾ/              |
| С с      | S s    | س       | /s/                   |
| Т т      | T t    | ت       | /t/                   |
| У у      | Ý ý    | ۋ       | /w/, /ʊw/, /ʉw/, /ʏw/ |
| Ұ ұ      | U u    | وُ       | /ʊ/                   |
| Ү ү      | Ú ú    | ٶُ       | /ʉ/, /ʏ/              |
| Ф ф      | F f    | ف       | /f/                   |
| Х х      | H h    | ح       | /x, χ/                |
| Һ һ      | H h    | ھ       | /h/                   |
| Ц ц      | Ts ts  | تس      | /ʦ/                   |
| Ч ч      | Ch ch  | چ       | /ʧ/                   |
| Ш ш      | Sh sh  | ش       | /ʃ/                   |
| Щ щ      |        | شش      | /ʃʧ/, /ɕː/            |
| Ъ ъ      |        | --      | --                    |
| Ы ы      | Y y    | ى       | /ә/, /ɯ/, /ɵ̞/         |
| І і      | I i    | ٴى      | /ɪ/, /ɘ/              |
| Ь ь      |        | --      | --                    |
| Э э      |        | ه       | /e/                   |
| Ю ю      | Iý ıý  | يۋ      | /jʉw/, /jʊw/, /jʏw/   |
| Я я      | Ia ıa  | يا      | /jɑ/, /jæ/            |

## Ejemplos de vocabulario
| Palabra en español | Palabra en kazajo en caracteres cirílicos | Palabra en kazajo en caracteres latinos | Pronunciación (AFI) |
| ------------------ | ----------------------------------------- | --------------------------------------- | ------------------- |
| tierra             | жер                                       | jer                                     | [ʒʲer]              |
| cielo              | aспан                                     | aspan                                   | [ɑsˈpɑn]            |
| azul               | көк                                       | kök                                     | [kœ̝k]               |
| agua               | cy                                        | su                                      | [sʊw]               |
| fuego              | oт                                        | ot                                      | [wʊt]               |
| hombe              | адам                                      | adam                                    | [ɑˈdɑm]             |
| mujer              | əйел                                      | äiel                                    | [æˈjel]             |
| comer              | жеу                                       | jeu                                     | [ʒʲew]              |
| beber              | iшу                                       | ışu                                     | [ɘˈʃɘw]             |
| grande             | үлкен                                     | ülken                                   | [ʉlˈkʲen]           |
| pequeño            | кiшкентай                                 | kışkentai                               | [kɘʃkʲenˈtɑj]       |
| noche              | түн                                       | tün                                     | [tʉn]               |
| día                | күн                                       | kün                                     | [kʉn]               |

## Distribución geográfica
Los hablantes de kazajo (principalmente kazajos) se extienden por un vasto territorio que va desde el Tian Shan hasta la orilla occidental del Mar Caspio. El kazajo es la lengua oficial de la República de Kazajistán, con cerca de 10 millones de hablantes (según datos del CIA World Factbook sobre población y proporción de hablantes de kazajo).
En China, cerca de dos millones de personas de etnia kazaja y de habla kazaja residen en la Prefectura Autónoma Kazaja de Ilí, en Sinkiang.